# Most Suramadu
Most Suramadu – drogowy most wantowy nad cieśniną Madura, w Indonezji. Łączy miasto Surabaja (na wyspie Jawa) z wyspą Madura. Długość mostu wynosi 5,438 km, co czyni go najdłuższym mostem w kraju.
Przygotowania do budowy mostu ruszyły w połowie 2002 roku, choć pierwsze koncepcje pojawiły się już w latach 50. i 60. XX wieku. Właściwa budowa rozpoczęła się w sierpniu 2003 roku. Otwarcie mostu nastąpiło 10 czerwca 2009 roku. Długość mostu wynosi 5,438 km, co czyni go najdłuższym mostem w Indonezji. Długość głównego przęsła mostu to 818 m. Koszt budowy obiektu wyniósł ok. 450 mln dolarów. Za przejazd mostem pobierane są opłaty.